# 뇌도
국악기 중 혁부(革部)에 속하는 타악기.

뇌고(雷鼓)와 함께 천신(天神)의 제향인 환단제(圜壇祭) ·풍운뇌우제(風雲雷雨祭) ·산천성황제(山川城隍祭) 등의 헌가(軒架)에 편성된다. 6면(面)으로 된 북으로, 몸통이 긴 3개의 작은 북을 몸통이 서로 ‘十’자형이 되도록 포개어 그 가운데를 긴 나무장대로 꿰어 받침대 위에 세우고, 장대 끝은 새를 1마리 얹어 장식하고 있다. 또 북마다 양 허리에 가죽끈을 길게 달아 연주시는 나무대를 흔들어 그 가죽끈이 북면에 닿아 소리가 나도록 되어 있다.